# 小马铃苣苔
小马铃苣苔（学名：Oreocharis minor）为苦苣苔科马铃苣苔属下的一个种。其种加词“minor”意为“较小的”。